# 월링퍼드 조약

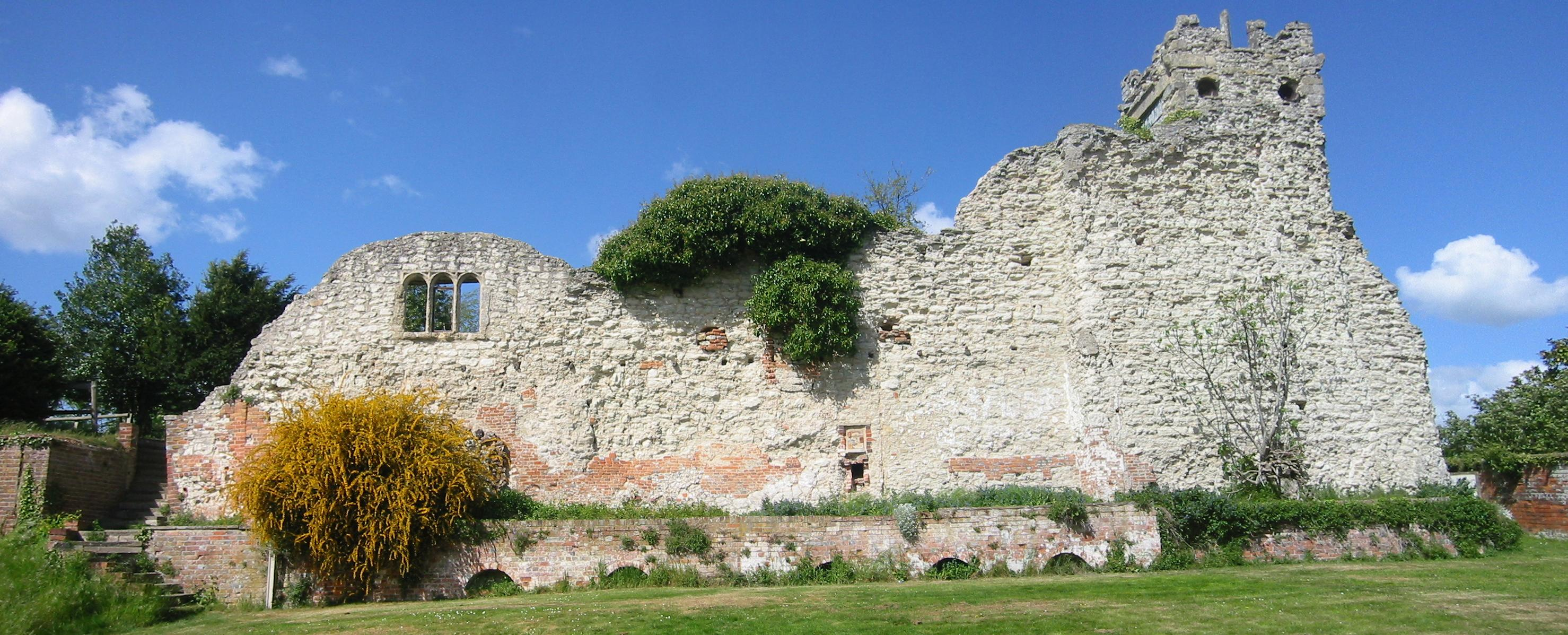
조약 조인 장소인 월링퍼드 성관의 폐허.

월링퍼드 조약(Treaty of Wallingford) 또는 윈체스터 조약(Treaty of Winchester)은 헨리 1세 사후에 마틸다와 잉글랜드의 통치자 스티븐간에 벌어진 18년간의 왕위 계승권 분쟁을 종결짓기 위해 1153년 11월에 잉글랜드 윈체스터에서 체결된 조약이다.
정복왕 윌리엄 1세의 외손자인 스티븐은 헨리 1세의 생전에 마틸다의 왕위계승을 돕겠다고 약속을 하였다. 그러나 1135년 12월 1일에 헨리 1세가 사망하자 스티븐은 종전의 약속을 깨고 통치권을 찬탈하여 12월 22일에 비공식적이기는 했지만 즉위하였다. 이로 인해 헨리 1세의 유일한 상속녀인 마틸다와 왕위계승권을 두고 다툼이 벌어졌다. 1141년 2월에 마틸다가 전투중에 스티븐을 사로잡았고 그해 6월에 즉위하려 하였으나 시민들의 반발로 무산되고 말았다. 스티븐이 풀려나면서 다시 치루어진 전투에서 마틸다가 패하며 앙주로 도피했다.
1153년 1월, 마틸다의 아들인 헨리가 외조부로부터 물려받은 왕권을 되찾기 위해서 군사를 이끌고 잉글랜드를 침공하자 스티븐이 이에 맞서며 왕위쟁탈을 위한 전쟁이 벌어졌다. 그러던중 스티븐의 아들 외스타슈가 1153년 8월에 세인트 에드먼드 수도원에서 사고로 죽는 일이 발생했다. 자신의 권력을 물려주려고 했던 스티븐은 실의에 빠졌고, 자포자기하듯 그해 11월에 헨리를 차기 왕위계승자로 인정하는 월링퍼드 조약을 맺었다.
18년간 이어진 무정부시대는 이로서 종결되었다. 조약 내용은 스티븐이 통치권을 유지하되, 스티븐이 사망하면 마틸다의 아들 헨리 플랜태저넷이 앵글인의 왕위를 계승한다는 것이 골자였다. 헨리는 자신이 즉위후 스티븐의 차남 기욤에게 불로뉴 백작위를 주기로 약속했다. 1154년 스티븐이 죽자 월링퍼드 조약에 따라 불로뉴 백작위를 기욤에게 넘기고 잉글랜드 왕으로 즉위했다.